# Sycoscapter gajimaru
Sycoscapter gajimaru är en stekelart som först beskrevs av Ishii 1934.  Sycoscapter gajimaru ingår i släktet Sycoscapter och familjen fikonsteklar. Inga underarter finns listade i Catalogue of Life.